# World Brain
World Brain è una raccolta del 1938 di saggi e interventi dello scrittore britannico H. G. Wells risalenti al periodo dal 1936 al 1938. In tutto il libro, Wells descrive la sua visione del "Cervello mondiale" (World Brain): una nuova "enciclopedia mondiale", libera, sintetica, autorevole, permanente che avrebbe aiutato i cittadini del mondo a fare il miglior uso delle risorse informative universali e reso il miglior contributo alla pace nel mondo.

## Evoluzione dell'idea

### World Encyclopedia(L'enciclopedia mondiale)
Il sogno wellsiano di un "Cervello mondiale" (World Brain) fu espresso per la prima volta in una conferenza tenuta presso la Royal Institution di Gran Bretagna, riunione serale settimanale, venerdì 20 novembre 1936. 
Iniziava con le sue motivazioni:
(pp. 3-4)
Wells desiderava che il mondo fosse un'unione "il più coerente e congrua possibile". Voleva che i cittadini saggi del mondo assicurassero la pace mondiale. Era un comunitarista e contestualista e concluse la sua lezione con queste parole:
(pp. 34–5)

### The Brain Organization of the Modern World
(Conferenza tenuta in America, ottobre e novembre 1937)
Questa conferenza delinea la visione di Wells di "una sorta di stanza di compensazione mentale per la mente, un deposito dove la conoscenza e le idee vengano ricevute, ordinate, riassunte, digerite, chiarite e confrontate". Wells riteneva che i progressi tecnologici come i microfilm potessero essere usati a questo fine in modo che "qualsiasi studente, in qualsiasi parte del mondo, sarà in grado di sedersi con il suo proiettore nel suo studio a suo comodo per esaminare qualsiasi libro, qualsiasi documento, in una replica esatta".

### A Permanent World Encyclopedia
(Contributo alla nuova Encyclopédie française, agosto 1937)
In questo saggio ("Un'enciclopedia mondiale permanente"), Wells spiega come le enciclopedie del tempo non fossero riuscite ad adattarsi né al crescente aumento della conoscenza registrata né alla diffusione delle persone che necessitano di informazioni accurate e facilmente accessibili. Egli afferma che queste enciclopedie del XIX secolo hanno continuato a seguire il modello, l'organizzazione e la scala di quelle del XVIII secolo. "Le nostre enciclopedie contemporanee sono ancora in una fase di sviluppo del traino col cavallo", sostiene, "piuttosto che nella fase dell'automobile e dell'aereo."
Wells vide la potenziale alterazione dell'impatto mondiale che questa tecnologia avrebbe potuto portare. Sentiva che la creazione dell'enciclopedia avrebbe potuto portare all'incirca ai giorni tranquilli del passato, "con una comprensione comune e la concezione di uno scopo comune, e di una comunità come ora difficilmente sogniamo".

## Influenza dell'idea del Cervello mondiale di Wells

### Anni 1930: Congresso mondiale della documentazione universale
Uno degli obiettivi dichiarati di questo congresso, tenutosi a Parigi in Francia nel 1937, fu quello di discutere le idee e i metodi di attuazione delle idee di Wells sul Cervello mondiale. Wells tenne una conferenza al congresso.

### Anni 1960: il Cervello mondiale come un supercomputer

#### Dalla biblioteca mondiale al cervello mondiale
Nel suo libro del 1962 Profiles of the Future, Arthur C. Clarke previde che la costruzione di quello che H. G. Wells aveva chiamato il "Cervello mondiale" si sarebbe svolta in due fasi. Egli individuava la prima fase nella costruzione della "Biblioteca mondiale" (World Library), che è fondamentalmente il concetto di Wells di un'enciclopedia universale accessibile a tutti da casa propria su terminali computerizzati. Clarke predisse che questa fase si sarebbe instaurata (almeno nei paesi sviluppati) entro il 2000. La seconda fase, il "Cervello mondiale" (World Brain), sarebbe stato un supercomputer con una superiore intelligenza artificiale con cui gli esseri umani sarebbero in grado di interagire reciprocamente per risolvere i vari problemi del mondo. La "Biblioteca mondiale" sarebbe stata incorporata nel "Cervello mondiale" come una sottosezione di esso. Egli suggeriva che questo supercomputer dovrebbe essere installato nelle ex war room degli Stati Uniti e dell'Unione Sovietica una volta le superpotenze fossero maturate abbastanza da accettare di cooperare piuttosto che confliggere tra loro. Clarke predisse che la costruzione del "Cervello mondiale" sarebbe stata completata entro il 2100.
La previsione di Clarke di un'unità centralizzata non teneva conto del fenomeno che si sarebbe sviluppato molti anni dopo con Internet, la nascita del World Wide Web decentralizzato.

### Anni novanta: il World Wide Web dei documenti

#### Il World Wide Web come un Cervello mondiale
Brian R. Gaines nel suo saggio Convergence to the Information Highway (1996), ha visto il World Wide Web, nato alcuni anni prima, come un'estensione del "Cervello mondiale" a cui gli individui possono accedere tramite i personal computer.
Francis Heylighen, Joel de Rosnay e Ben Goertzel (1999) previdero l'ulteriore sviluppo del World Wide Web in un cervello globale, vale a dire una rete intelligente di persone e computer diffusa a livello planetario. La differenza tra "cervello globale" e "cervello mondiale" è che quest'ultimo, come previsto da Wells, ha un controllo centralizzato, mentre il primo è completamente decentralizzato e auto-organizzato.